# Marshall Forbes
Marshall Forbes (George Town, 6 novembre 1980) è un calciatore britannico delle Isole Cayman, di ruolo centrocampista.

## Carriera

### Club
Ha giocato nella massima serie del campionato delle Isole Cayman con il Latinos. Ha vissuto un'esperienza negli Stati Uniti con il Lindsey Wilson Blue Raiders.

### Nazionale
Ha esordito in Nazionale nel 2002.